# سيارة كهربائية

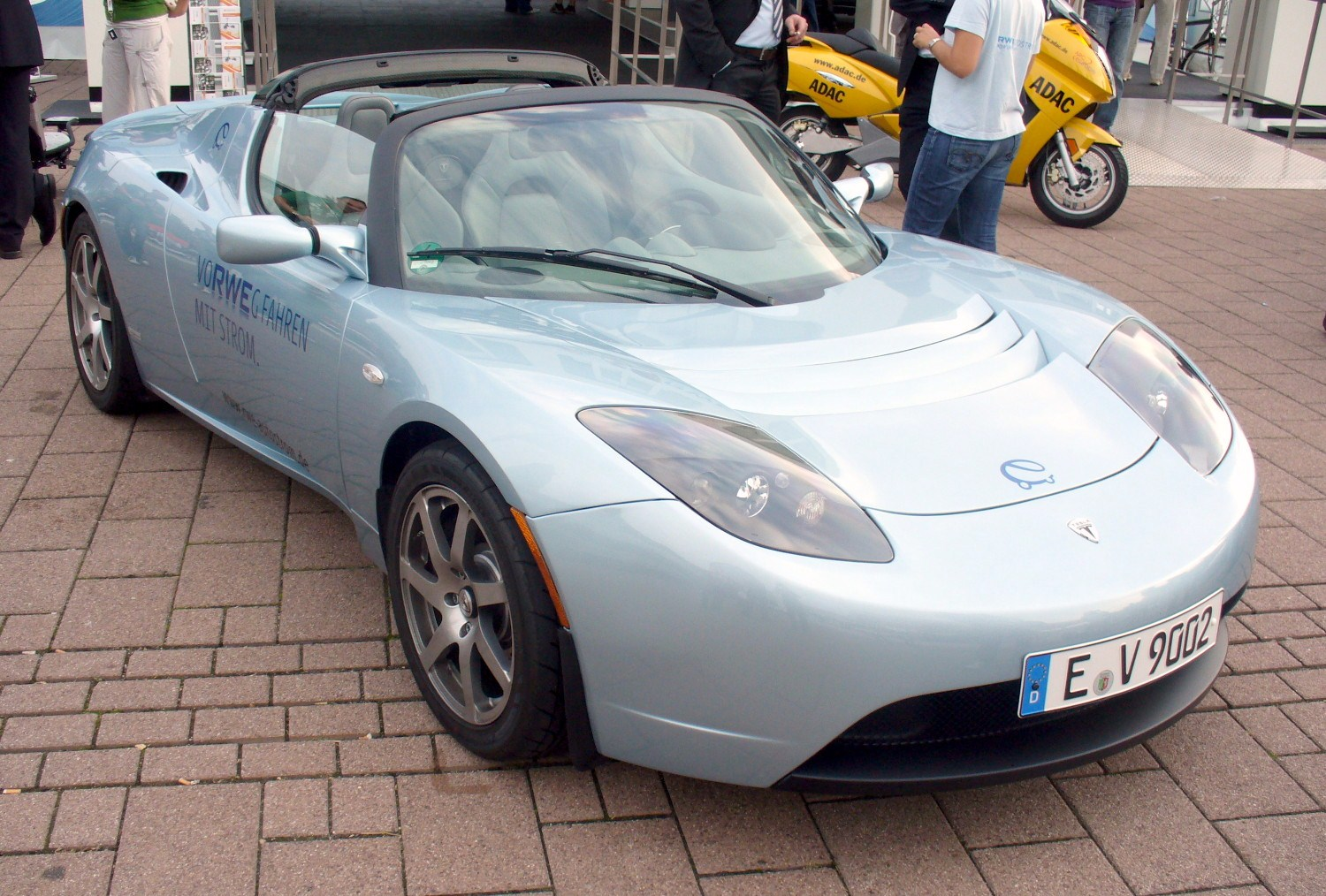
سيارة كهربائية تيسلا رودستار.

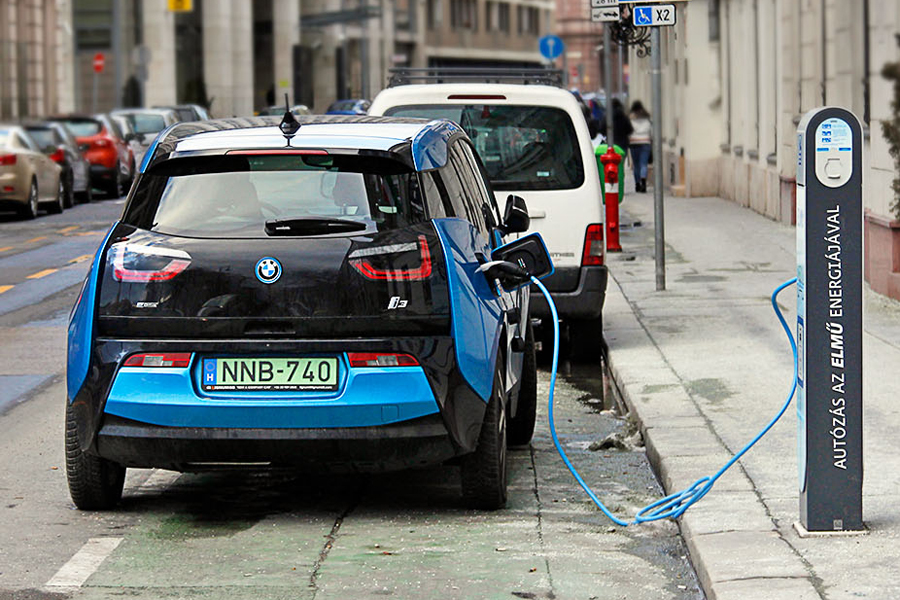
سيارة كهربائية بي إم دبليو آي 3 تشحن في الشارع.

السيارة الكهربائية هي السيارة التي تعمل باستخدام الطاقة الكهربائية، وهنالك العديد من التطبيقات لتصميمها وأحد هذه التطبيقات يتم باستبدال المحرك الاصلي للسيارة، ووضع محرك كهربائي مكانه. وهي أسهل الطرق للتحول من البترول للكهرباء مع المحافظة علي المكونات الأخرى للسيارة، ويتم تزويد المحرك بالطاقة اللازمة عن طريق بطاريات تخزين التيار الكهربائي. وتختلف السيارة الكهربائية عن المركبة الميكانيكية بأنها سيارات خاصة للأشخاص، أما العربة أو المركبة الميكانيكية فهي للاستخدام الصناعي أو نقل الأشخاص في إطار النقل العام.
وتعتمد تصميمات السيارة الكهربائية على محرك يعمل بالكهرباء، ونظام تحكم كهربائي، وبطارية قوية يمكن إعادة شحنها مع المحافظة على خفض وزنها، وجعل سعرها في متناول المشتري. وتعتبر السيارة الكهربائية أنسب من سيارات محرك الاحتراق الداخلي من ناحية المحافظة على البيئة، حيث لا ينتج عنها مخلفات ضارة بالبيئة.
ويكاد ينحصر التطور الحالي (2009) بالنسبة للسيارات الكهربائية على سيارات صغيرة قصيرة المدى، حيث تحتاج إلى بطاريات ثقيلة ومرتفعة الثمن، إذ تحتاج بطاريتها قدرة نحو 6000 مركم من نوع  بطارية ليثيوم أيون التي تستخدم في الهاتف المحمول. وتحاول مصانع إنتاج السيارات ابتكار بطاريات جديدة للسيارات، يكون ثمن البطارية وحدها أقل من 20.000 دولار. علاوة على ذلك نجد أن مدى تلك السيارات التجريبية لا زال تحت 200 كيلومتر. ولكن العمل يسير بنشاط في عدد كبير من مصانع السيارات المرموقة وبتشجيع ودعم مالي من الحكومات في العالم، لتطوير البطاريات التي تعمل على أساس بطارية الليثيوم Li-Tec. من تلك البطاريات ما نجح خلال الاختبار في إعادة شحنها 3000 دورة، أي أن البطارية صالحة للعمل -من حيث المبدأ - لمسافة كلية مقدارها 300.000 كيلومتر. والصعوبة الحالية هي صعوبة زيادة مدى السيارة فوق 200 كيلومتر بشحنة واحدة للبطارية، وخفض زمن إعادة الشحن، إذ يستغرق شحن البطارية حاليا نحو 8 ساعات، لا تتحرك خلالها السيارة. في عام 2010 بدأت السلطات في ألمانيا تجهيز برنامجا لاختبار السيارات الكهربائية، حيث بدأت عدة مصالح حكومية وبعض الشركات الكبيرة استيراد سيارات من هذا النوع. ومن المشكلات العالقة مشكلة تأمين المستخدم للسيارة من الجهد الكهربي العالي اللازم لتسيير السيارة، حيث تحتاج إلى جهد كهربائي يبلغ نحو 650 فولط. كذلك لا بد من اختبار البطارية الثقيلة التي تبلع نحو 120 كيلوجرام للسيارة الصغيرة في حالة حوادث الاصطدام، وأن لا تكون سببا لاشتعال السيارة. ومن جهة أخرى، فإن إعادة شحن السيارة بالكهرباء المولدة بالفحم والبترول لن توفر على البيئة تراكم ثاني أكسيد الكربون في الجو، وذلك بأن إنتاج 20 كيلوواط ساعي من الكهرباء في محطة توليد كهرباء تنتج 120 جرام من ثاني أكسي الكربون لكل كيلومتر تسيره السيارة. لذلك فمن مصلحة البيئة أن يكون إنتاج الكهرباء بطريقة خالية من تولد ثاني أكسيد الكربون، أي بالطاقة المستدامة وبالطاقة النووية.

## تطور السيارة الكهربائية

رسم مبسط لكيفية عمل السيارة الكهربائية

بينما سار تطور سيارة الاحتراق الداخلي التي تعمل بالبنزين أو بالكهرباء على قدم وساق خلال القرن الماضي تخلف تطور السيارة الكهربائية. وقد غير ذلك اختراع الترانزيستور خلال الأربعينيات من القرن العشرين، حيث بدأت إحدي الشركات عام 1947 في إنتاج أول سيارة تعمل بالطاقة الكهربائية، وباستخدام الترانزيستور استطاعت إنتاج سيارة سميت هيني كيلوات  Henney Kilowatt.
ورغم نجاح عمل تلك السيارة الكهربائية، فقد اتضح أن سعرها عاليا بالمقارنة بسعر السيارات التقليدية، وانتهي إنتاجها عام 1961 لعدم الإقبال عليها. وبعد فترة، في 3 يوليو 1971 استحوزت عربة تعمل بالكهرباء على اسم أول سيارة كهربائية يقودها الإنسان على سطح القمر. فقد كانت العربة القمرية Lunar rover من ضمن البعثة الفضائية إلى القمر مع أبولو 15. وقد أنتجت شركة بوينغ هذه السيارة ليستعملها رواد الفضاء على القمر.وكانت مزودة بأربعة محركات تعمل بالتيار المستمر ومتصل كل منها بعجلة من العجلات الأربع للسيارة، وزوجا من بطاريات فضة-زنك وهيدروكسيد البوتاسيوم، يبلغ جهد كل منها الكهربائي 36 فولت.

## اهتمام بالسيارة الكهربائية في التسعينيات

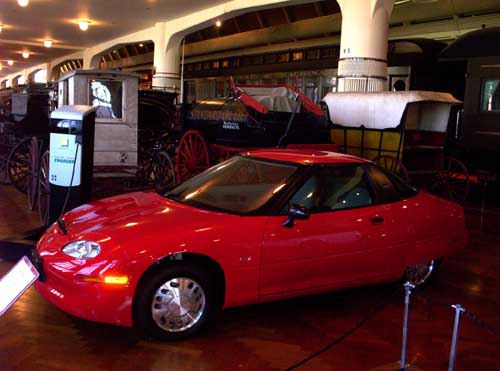
General Motors EV1 : واحدة من السيارات الكهربائية، يبلغ مداها 160 كيلومتر وتعمل ببطارية NiMH عام 1999.

بعد غياب عن السوق وحدوث ازمة البترول العالمية 1973 ،بدأ الاهتمام ثانيا بالسيارة الكهربائية ليس فقط من أجل خفض الاعتماد على البترول المستورد من دول الشرق الأوسط، بل أيضا من وجهة ضرورة المحافظة على البيئة. وأصدرت كاليفورنيا قوانين لاجبار شركات السيارات على إنتاج سيارات ملائمة للبيئة بحيث تشكل 10 % من مجموع السيارات في تلك الولاية حتي عام 2003. إلا أن السيارات الكهربائية المنتجة كانت مرتفعة السعر، فكان ثمنها ضعف أو ثلاثة أضعاف ثمن السيارات المعتادة ولم تنجح السيارة الكهربائية على استجلاب المشتري مما عمل على نبذ صناع السيارات لصناعة السيارات الكهربائية، والالتفات فقط إلى تطوير محركات البنزين لتقليل العادم.

## التطور بعد عام 2000
صنعت بعض السيارات الاختبارية بعد عام 2000 واستطاعت السير بسرعات تبلغ 210 كيلومتر/ساعة، وأخرى تستطيع السير مسافة 400 كيلومتر. ولكنها تجريبية ولا يقبل الناس على شراءها كثيرا نظرا لارتفاع أسعارها وثقل بطاريتها. كما أن إعادة شحن مركم تلك السيارة يستغرق 8 ساعات وهذا وقت طويل. وقد بدأت بعض شركات السيارات العالمية في إنتاج سيارة كهربائية متطورة بعد عام 2005 وعرضها للبيع إلا أن بطاريتها لا زالت ثقيلة مرتفعة السعر. ويمكن القول أن قدرة بطارية السيارة الكهربائية من نوع ليثيوم -أيون، تعادل نحو 6.000 بطارية من النوع الذي يستخدم في المحمول، لهذا فالبطارية نفسها مرتفعة الثمن. وتعتني كثير من الحكومات في الولايات المتحدة الأمريكية واليابان وألمانيا بتشجيع شركاتها الوطنية للسيارات على تطوير مراكم للسيارة الكهربائية، بقصد خفض أسعارها. وتدعم الحكومات مصانع السيارات والمعاهد العلمية بمليارات الدولارات لتشجيعها على تكثيف الجهود في هذا السبيل.
- تدعم الولايات المتحدة الأمريكية شركات صناعة السيارات الأمريكية بنحو 2 مليار دولار لتحسين مراكم السيارات.
- تدعم حكومة ألمانيا شركات السيارات الألمانية بنحو 5 مليارات يورو لتحسين مراكم السيارات، وإنتاج سيارات أكثر ملاءمة للبيئة وخفض كمية العادم الضارة. وغرض برنامج التطوير الموضوع عام 2009 أن تتطور صناعة السيارات الكهربائية في ألمانيا وأن تنتشر تلك السيارات في ألمانيا بحجم مليون سيارة من هذا النوع حتي عام 2020.
- والصين لها مشروع كبير في هذا المضمار. فالصين وقد فاتتها صناعة السيارات المعتادة لمدة تبلغ نحو قرن من الزمان بالمقارنة بالعالم الغربي واليابان، إلا أنها تعمل الآن على اختصار هذا الوقت والدخول مباشرة في مجال إنتاج السيارة الكهربائية وتطوير البطاريات الكهربائية التي يمكن إعادة شحنها. وقد توصلت بالفعل إلى ذلك في مجال مراكم المحمول التي تعمل بالليثيوم أيون، وتبذل الجهد أيضا في مجال البطارية الكهربائية الكفيئة المنخفضة السعر.

وستبدأ الصين ابتداء من عام2010 في إنتاج سيارة كهربائية للاستعمال الشخصي، بالاشتراك مع إحدي شركات السيارات الأمريكية وعرضها في السوق الأمريكي. وتعمل الصين على الأخذ بالتكنولوجيا المتطورة وتطويعها للاستخدام داخل البلاد. وتتميز الصين بانخفاض أجور اليد العاملة، وقدرتها على المنافسة في السوق العالمي كبيرة. يضاف إلى ذلك السوق الداخلي الكبير، فالصينيون ويبلغ عددهم 1.300 مليون نسمة يحتاجون إلى مئات الملايين من السيارات، ومئات الملايين من الصينيين تطمع في الحصول على سيارة، حيث يرتفع المستوى المعيشي في الصين ارتفاعًا سنويًا كبيرًا، وأصبح شراء سيارة في متناول نسبة كبيرة من الشعب. وتحاول الصين أن تكون رائدة في مجال السيارة الكهربائية لبيعها في الداخل أيضا، من أجل خفض استهلاك منتجات النفط، وتخفيض اعتمادها على استيراد النفط من الخارج، وكذلك تخفيض وطأة التطور الصناعي السريع على ما يسببه من كميات ضخمة من النفايات تطرد إلى الجو، وتؤثر على البيئة تأثيرا ضارًا.

## تطور عام 2010
- بدأت اليابان منذ العشرة سنوات بالاهتمام بإنتاج سيارات الهجين، وهي سيارات تستخدم بطاريات إلى مسافة نحو 200 كيلومتر، وبعد فراغ البطارية تعمل بالبنزين.
- تعتمد الصين على تسيير السيارات الكهربائية بواسطة بطارية ليثيوم أيون، حيث اكتسبت خبرة كبيرة في صناعة ذلك النوع من البطاريات، وتأمل دخول السوق العالمية معتمدة على رخص الأيدي العاملة فيها وعلى الأخص في صناعة البطاريات المرتفعو الثمن.
- اتخذت معظم شركات السيارات الأوروبية طريق تطوير خلايا الوقود التي تعمل بغاز الهيدروجين، وترجع السبب في ذلك إلى أن بطاريات الليثيوم أيون والمراكم عموما تحتاج لمدة 8 ساعات لإعادة شحن البطارية، بالإضافة إلى الثمن العالي لتلك البطاريات وارتفاع وزنها. وقد بينت الاختبارات الأولية على سيارات كهربائية أوروبية تسير بخلايا الوقود، أن شحن العربة بالهيدروجين لا يستغرق إلا 3 دقائق تكفي لشحن 4 كيلوجرام من الهيدروجين في السيارة تمكنها من السير مسافة 400 كيلومتر. لذك سيتأخر تقديم السيارات الأوروبية في الأسواق بعض الوقت، من أجل تظوير خلية لوقود من جهة، وإنشاء شبكة البنية التحتية لتعميم توزيع وقود الهيدروجين. ومع ذلك فلم تترك الشركات الأوروبية والأمريكية مضمار بطاريات الليثيوم أيون تماما، وإنما يشترك الكثير منهم مع الصين ودول شرق أسيا في تطويرها لكي لا يفوتها التطور في هذا المضمار.
- إن الجيل التالي من المركبات البديلة التي سيتم طرحها في الأسواق بدءا من العام 2010 ، تختلف عن نموذج السيارات المهجنة التي تعمل بالبنزين والكهرباء السابقة، بكونها مجهزة بنوع جديد من بطاريات الليثيوم التي من شأنها أن توفر أساسا للسيارات العاملة بالبطاريات بصورة كاملة، بما في ذلك نموذج جديد من سيارة تويوتا القادرة على قطع 12 إلى 17 ميلا دون بنزين. بعض نماذج «الجيل الثالث» من المتوقع أن تحقق نجاحا تكنولوجيا أبعد من ذلك، بما في ذلك نموذج شيفروليه فولت، والتي ستكون كهربائية بالكامل عند عرضها في عام 2010، حيث ستقطع حتى 240 ميلا في المدن. كذلك نموذج ليف نيسان، الذي من المقرر أن يصل إلى صالات العرض في 2010 أو 2011، والذي سيقطع حتى 367 ميلا بالاعتماد كليا على الكهرباء.

## مقارنة الديزل والبطارية
الوضع حاليا (مطلع عام 2011) يبن أن سيارة تحتاج لكمية 30 كيلوجرام من الديزل لقطع مسافة 400 كيلومتر في حين أنها تحتاج إلى بطارية وزنها 450 كيلوجرام لقطع نفس المسافة . هذا المثال يفسر لماذا يزيد ثمن السيارة الكهربائية عن ثمن مثيلتها التي تعمل بالجازولين أو الديزل ، لأن مواد صناعة البطارية مرتفعة الثمن وتحاول دور البحث العلمي والجامعات على استخدام موادا بديلة أقل ثمنا وأكثر كفاءة. ستبين السنوات القادمة مدى النجاح على هذا السبيل ، ومن يصل إلى حل سليم سوف يحتكر حقوق الاختراع ويكسب كثيرا من مصنعي السيارات على مستوى العالم و هذا ما يمنع حالياً وجودها في الأسواق بوفرة.

## من 2010 حتي 2015
طبقا لما افصحت عنه الشركات العالمية لصناعة السيارات فمن المتوقع إنتاج نحو 3و1 مليون سيارة كهربائية حتي عام 2015. وتكون موزعة كالآتي طبقا لمجلة إيه دي إيه سي الألمانية:
- 56 % منها رينو- نيسان
- 19 % جي إم
- 8 % ميتسوبيشي
- 3 % دايملر
- 9 % منتجين آخرين.

في السوق عام 2008 و 2009 : تسلا رودستر وميتسوبيشي i-MiEV
وتأتي 2010 : شيفروليه فولت، وستروين C-Zero، فيسكر كارما، نيسان ليف، بيجو أيون وبريوس 111.
عام 2011 : أوبل أمبيرا، ورينو تويستي ورينو بلوينس ورينو كانجو.
عام 2012 : أودي ورينو زوي وسمارت إي دي وتيوتا EV-11.
عام 2013 : فولكس واجن e-up.
عام 2014 : مرسيدس E-Cell.
عام 2015 : مرسيدس f-Cell و BMW Megacity Vehicle.
بعض تلك السيارات يسير بخلايا الوقود التي تعمل بتفاعل الهيدروجين مع الأكسجين . تحتوي تلك السيارات على خزان للهيدروجين تحت ضغط جوي يصل إلى 700 ضغط جوي . لا تزال تكلفة مثل تلك السيارات باهظة ، علاوة على قلة محطات تزويد الهيدروجين لتلك السيارات . و انتشار تلك السيارات يحتاج إلى بنية تحتية ضخمة ومكلفة لتزويد السيارات بالهيدروجين لا تقوى الحكومات حاليا (2014) على تحملها .

## شحن بطارية السيارة
بالنسبة إلى شحن بطارية السيارة الكهربائية فيعتمد زمن الشحن على قدرة السيارة ونوع التيار . فتحتاج سيارة كهربائية قدرتها 40 كيلوات ساعي نحو 11 ساعة لشحنها بالتيار المنزلي ذو الطور الواحد (16 أمبير و 7و3 كيلوواط) في حين أنها تشحن لمدة 4 ساعات عند توصيلها بتيار ثلاثي الأطوار (16 أمبير ، 11 كيلوواط). وتحتاج السيارة الكهربائية ذات القدرة 12 كيلوواط ساعي نحو ثلاثة ساعات لشحنها بالمنزل (بتيار أحادي الطور ) بينما يتم شحنها بتيار ثلاثي الأطوار خلال 1 ساعة .

## الجوانب البيئية
تتمتع السيارات الكهربائية بالعديد من المزايا مقارنة بالسيارات ذات محرك الاحتراق الداخلي، بما في ذلك الحد بشكل كبير من تلوث الهواء المحلي، إذ لا تنبعث منها ملوثات العادم مثل المركبات العضوية المتطايرة، والهيدروكربونات، وأحادي أكسيد الكربون، والأوزون، والرصاص، وأكاسيد النيتروجين المختلفة.
تنبعث من السيارات الكهربائية -على غرار السيارات ذات محرك الاحتراق الداخلي- جسيمات من الإطارات والفرامل، مشكلةً خطرًا على الصحة، رغم استخدام مكابح متجددة في السيارات الكهربائية والتي تقلل من غبار الفرامل. هناك حاجة إلى مزيد من الأبحاث حول الجسيمات غير العادمة. يتسبب الحصول على الوقود الأحفوري (من بئر الزيت وصولًا إلى خزان البنزين) في مزيد من الضرر، وكذلك استخدام الموارد أثناء عمليات الاستخراج والتكرير.
تُحول الانبعاثات جزئيًا من المدن إلى المحطات التي تولد الكهرباء وتنتج السيارات وكذلك إلى نقل المواد، اعتمادًا على عملية الإنتاج ومصدر الكهرباء لشحن السيارة. تعتمد كمية ثاني أكسيد الكربون المنبعثة على الانبعاثات من مصدر الكهرباء وكذلك كفاءة السيارة. تختلف انبعاثات دورة الحياة اعتمادًا على نسبة الطاقة التي تعمل بالفحم، ولكنها أقل من انبعاثات السيارات ذات محرك الاحتراق الداخلي دائمًا.
قُدرت تكلفة تركيب تجهيزات الشحن، لتُعوض من خلال توفير التكاليف الصحية في أقل من 3 سنوات. وجدت دراسة أجريت عام 2020، أن تحقيق التوازن بين عرض الليثيوم والطلب عليه لبقية القرن سيتطلب أنظمة إعادة تدوير جيدة، وتكامل (من مركبة إلى شبكة)، وتقليل كثافة الليثيوم للنقل.
أثار بعض الناشطين والصحفيين مخاوف بشأن النقص الملحوظ في تأثير السيارات الكهربائية في حل أزمة التغير المناخي، مقارنة بالأساليب الأخرى الأقل شيوعًا. تركزت هذه المخاوف إلى حد كبير حول وجود أشكال نقل أقل كثافة للكربون وأكثر كفاءة مثل التنقل النشط، والنقل الجماعي، ودراجات السكوتر الإلكترونية، واستمرار نظام مصمم للسيارات أولًا.

## الأداء

### تصميم التسارع ونظام الدفع
يمكن أن توفر المحركات الكهربائية أعلى نسبة قوة إلى وزن. يمكن تصميم البطاريات لتزويد هذه المحركات بالتيار الكهربائي اللازم. تحتوي المحركات الكهربائية على منحنى عزم مسطح يدنو وصولًا إلى السرعة الصفرية. تستخدم معظم السيارات الكهربائية علب تروس ذات نسبة ثابتة ولا تحتوي على قابض، من أجل البساطة والموثوقية.
يعدّ تسارع السيارات الكهربائية أكبر من متوسط التسارع لسيارات محركات الاحتراق الداخلي، يرجع ذلك إلى حد كبير إلى انخفاض خسائر الاحتكاك في محرك الدفع والعزم المتاح بسرعة أكبر للمحرك الكهربائي، إلا أنه يمكن للسيارات الكهربائية الوطنية أن تمتلك تسارع منخفض بسبب محركاتها الضعيفة نسبيًا.
يمكن للسيارات الكهربائية أيضًا استخدام محرك في محور كل عجلة أو بجوار العجلات، وهذا نادر الحدوث ولكن يُزعم أنه أكثر أمانًا. يمكن للمركبات الكهربائية التي تفتقر إلى محور العجلة أو ترس السرعة أو ناقل الحركة أن يكون فيها قصور أقل في مجموعة الدفع.
تحتوي بعض سيارات السباق الكهربائية المجهزة بمحرك تيار مستمر، على ناقل حركة يدوي بسيط بسرعتين لتحسين السرعة القصوى. يُزعم أن السيارة الخارقة الكهربائية ريماك كونسيبت وان بإمكانها التحرك من 0-97 كم/ساعة (0-60 ميل في الساعة) في 2.5 ثانية. تزعم تيسلا أن سيارة تيسلا رودستر القادمة بإمكانها التحرك من 0 إلى 60 ميل في الساعة (0-97 كم / ساعة) في 1.9 ثانية.وحطم فريق سباق سويسري الرقم القياسي العالمي لسرعة السيارة الكهربائية الذي كان يحمله فريق من جامعة شتوتغارت بزمن قدره 1.461 ثانية بعد أن صمموا سيارة قادرة على الوصول إلى سرعة 100 كم/ساعة في أقل من ثانية. لتصبح أسرع سيارة كهربائية في العالم.

## عرض لبعض السيارات الكهربائية

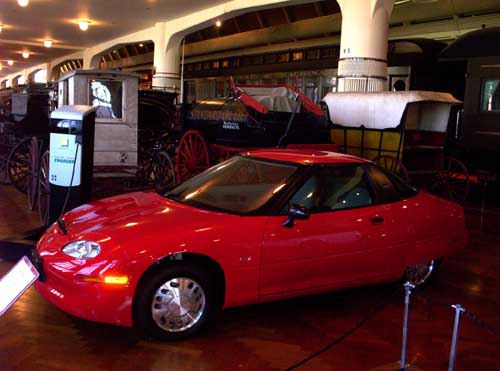
General Motors EV1، مدهاه 160 كيلومتر وبطارية NiMH، عام 1999
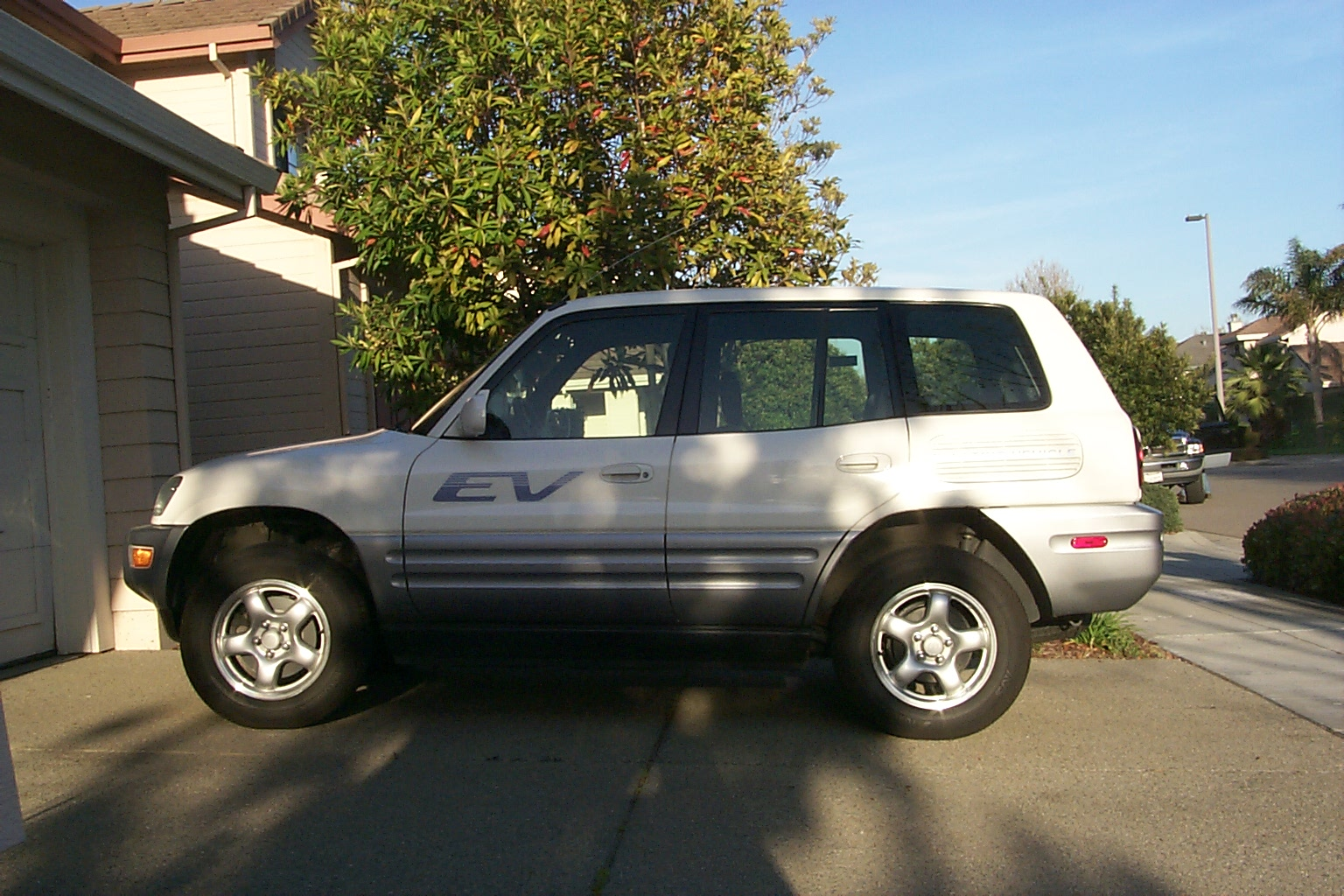
Toyota RAV4 EVتعمل ب 24 بطارية كل منها 12 فولت ،عام 2005.
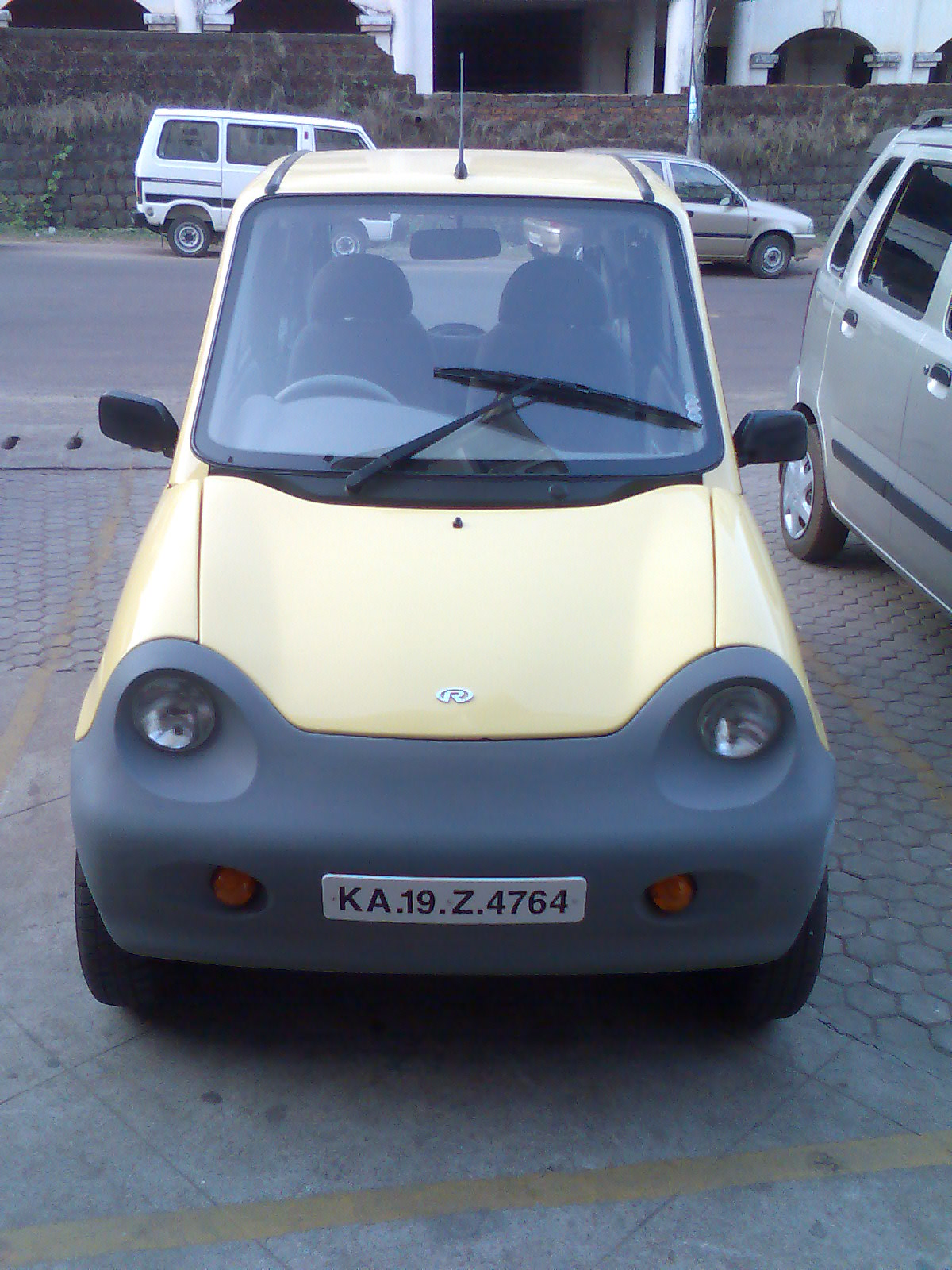
REVA سيارة كهربائية
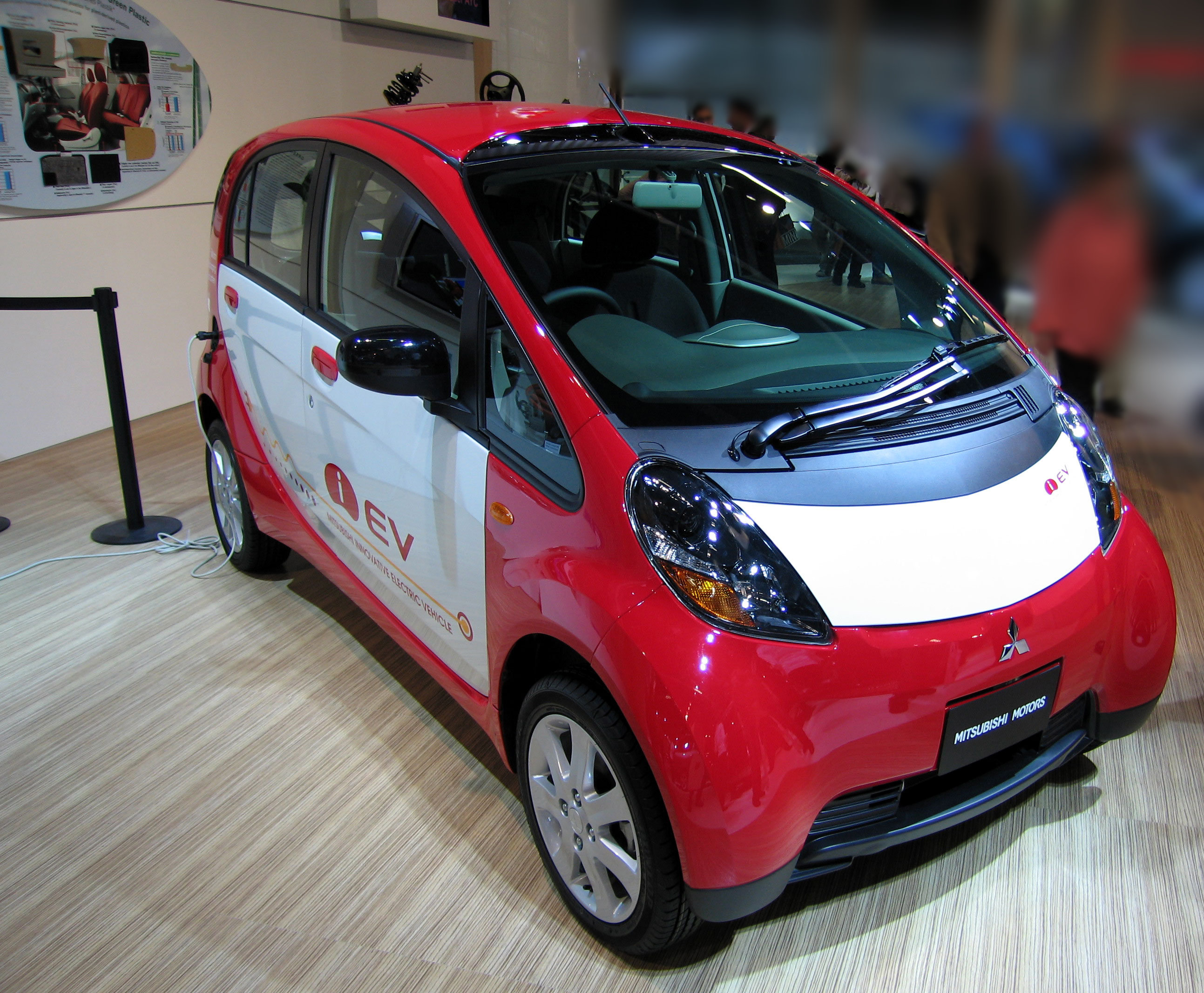
MIEV-Mitsubishi i MiEV سيارة كهربائية موديل MiEV
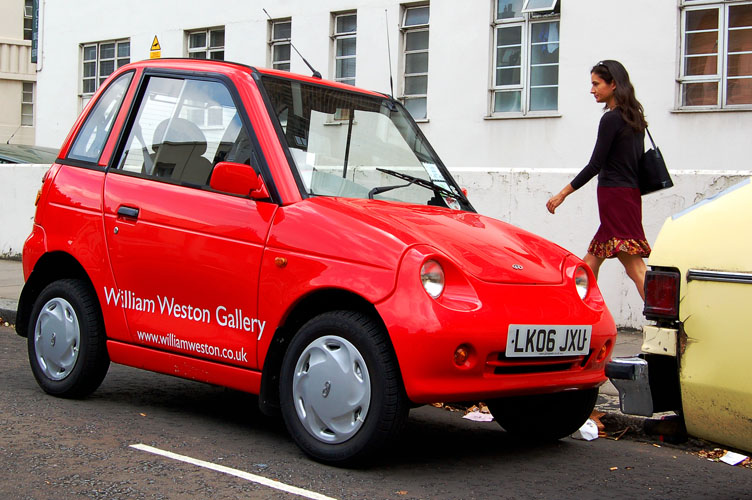
سيارة كهربائية مداها 80 كيلومتر.
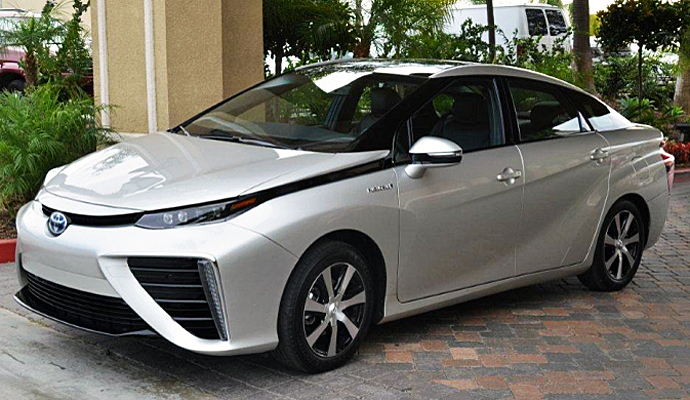
تويوتا ميراي إنتاج عام 2014 ، مداها 450 كيلومتر.

## اقرأ أيضا
- تاريخ السيارات
- سيارة هجينة
- سيارة صديقة للبيئة
- بارك أند تشارج
- تويوتا ميراي
- خلية وقود
- عربة كهربائية
- حافلة كهربائية هجينة
- محرك كهربائي
- تيسلا طراز إس
- لا جاميس كونتي
- حافلة شمسية
- تسلا مودل 3

## وصلات خارجية
- سيارة تعمل بالكهرباء.. صنع في فلسطين - (إخوان أون لاين) يحاور وسيم الخازندار منفذ السيارة، 3 يوليو 2008م - السيارة الكهربائية في غزة على يوتيوب، الجزيرة الوثائقية، 6 أبريل 2009
- فيديو: من قتل السيارة الكهربائية؟ نسخة محفوظة 13 يونيو 2008 على موقع واي باك مشين.
- جنرال موتورز تكشف عن سيارة كهربائية شحنها ارخص من فنجان القهوة نسخة محفوظة 29 أبريل 2009 على موقع واي باك مشين., رويترز, 17 سبتمبر 2008م
- السيارة الكهربائية قادمة على يوتيوب، قناة الجزيرة، 23 أبريل 2009
- بعد ضغوط جماعات البيئة: فورد تعيد 300 سيارة كهربائية للنرويج، الجيزرة نت، 3 أكتوبر 2004م